# Мясоедов, Николай Александрович (генерал-майор)
Никола́й Алекса́ндрович Мясое́дов (1872 — 1917) — генерал-майор, герой Первой мировой войны.

## Биография
Православный.
Окончил 2-й кадетский корпус (1889) и Михайловское артиллерийское училище (1892), откуда выпущен был подпоручиком в 3-ю гвардейскую и гренадерскую артиллерийскую бригаду. Позднее был переведен в лейб-гвардии 1-ю артиллерийскую бригаду.
Чины: поручик (1896), штабс-капитан (1897), капитан (1901), полковник (1907), генерал-майор (1916).
6 декабря 1907 года назначен командиром 1-й батареи лейб-гвардии 1-й артиллерийской бригады, с которой вступил в Первую мировую войну. Был награждён Георгиевским оружием
За то, что 25 авг. 1914 г. в бою при дер. Зарашев, имея задачей поддержку атаки лейб-гвардии Преображенского и Измайловского полков, находился на наблюдательном пункте в сфере действительного артиллерийского огня и с явной для себя опасностью руководил стрельбой дивизиона. Находясь постоянно в прочной связи с начальником боевого участка, ген.-м. Круглевским, он искусным руководством огнём дивизиона, коим он временно командовал, и образцовой подготовкой атаки дал возможность пехоте значительно продвинуться вперед. 26 авг. 1914 г., избрав наблюдательный пункт на краю дер. Зарашев в сфере ружейного огня, энергичными действиями дивизиона дал возможность вытеснить противника с занимаемой им укрепленной позиции и, преследуя противника далее огнём, заставил его отступить в полном беспорядке и с большими потерями.
На 10 мая 1915 года — командир 2-го дивизиона лейб-гвардии 3-й артиллерийской бригады. с 17 декабря 1915 года командовал 84-й артиллерийской бригадой. 6 мая 1916 года произведен в генерал-майоры (со старшинством от 18 июля 1915 года). 3 июня 1916 года зачислен в резерв чинов при штабе Петроградского военного округа.
Скончался 21 ноября 1917 года от туберкулёза гортани и лёгких. Погребён 25 ноября на Царскосельском Братском кладбище

## Награды
- Орден Святого Станислава 2-й ст. (1906);
- Орден Святой Анны 2-й степени (1909);
- Орден Святого Владимира 4-й степени (1913);
- Орден Святого Владимира 3-й ст. с мечами (ВП 28.10.1914);
- Георгиевское оружие (ВП 03.02.1915);
- мечи к ордену Св. Анны 2-й ст. (ВП 19.02.1915);
- мечи и бант к ордену Св. Владимира 4-й ст. (ВП 26.02.1915);
- мечи к ордену Св. Станислава 2-й ст. (ВП 10.05.1915).